# 二氯乙炔
二氯乙炔（英語： 或 ，缩写DCA）是一种有机氯化合物，化学式ClC≡CCl，常温常压下为无色液体，易燃易爆。